# Stokvis (voedsel)

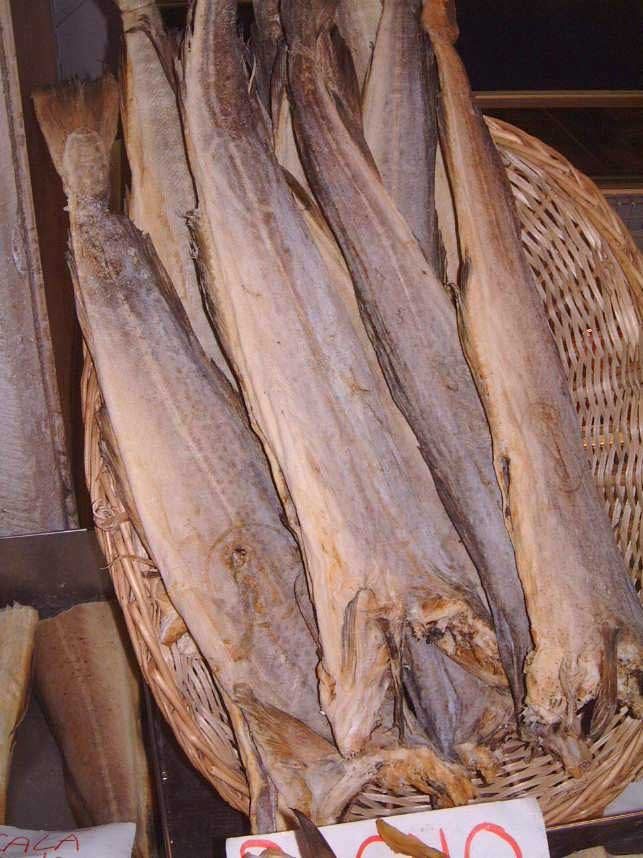
Stokvis

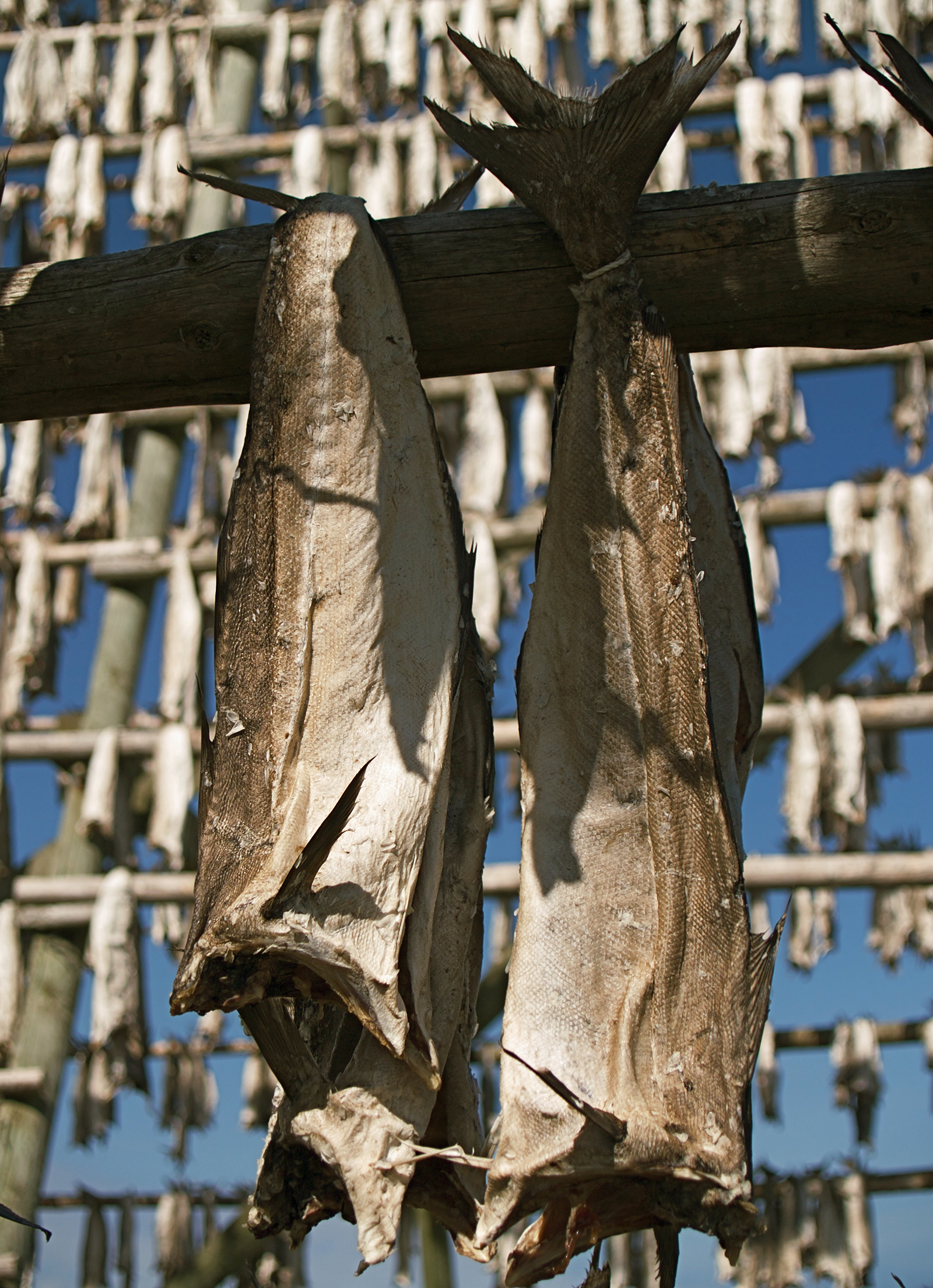
Droogrek

Stokvis is de benaming voor gedroogde vis. Stokvis wordt meestal gemaakt van kabeljauw, maar soms ook van leng, lom, heek, koolvis of schelvis. Ook sommige zoetwatervis, zoals voorn of brasem wordt wel gedroogd. Door het drogen is de vis veel langer houdbaar, afhankelijk van hoe koel en droog de vis bewaard wordt, kan de houdbaarheid oplopen tot wel een jaar.

## Droog- en weekproces
Om stokvis te maken, wordt de vis ontdaan van kop en ingewanden en aan stokken te drogen gehangen - vandaar de naam 'stokvis'. Dit drogen duurt ongeveer drie maanden. Daarna wordt de vis nagedroogd totdat de vis keihard is. Van het originele gewicht is dan nog zo'n 20 % over. Het drogen van stokvis vindt tegenwoordig vooral plaats langs de kustlijn van het noorden van Noorwegen, tijdens de winter als het koud genoeg is en er een frisse en schone wind waait. Bij die omstandigheden droogt de vis goed. Het maakt trouwens niet uit of het droog weer is of niet, de huid van de vis is waterdicht dus ook bij regen droogt de vis.
Voordat de vis gegeten kan worden, moet deze eerst 'gebeukt' worden. Daarbij wordt de droge vis geklopt en gehamerd waardoor ze beter vocht opneemt en malser wordt. Op een prent van Pieter Breugel, 'de Magere Keuken', kan men zien hoe dit gebeurde met een houten hamer. Om de vis zacht te maken moet hij minimaal 36 uur op een koele plaats geweekt worden, waarbij het weekwater om de 6 à 9 uur ververst wordt. Langer weken - zo'n 5 dagen - is trouwens beter. Hoe langer de vis weekt, des te witter ziet hij eruit. De vis lijkt dan meer op de originele kabeljauw, maar de smaak neemt af naarmate men meer weekt.

## Geschiedenis
Rond het einde van de negende eeuw bestond er al een bloeiende handel in stokvis uit Noorwegen, zoals beschreven in het verslag van Ottar aan koning Alfred de Grote van Wessex.
Omdat het lastig was om tijdens zeereizen voedsel houdbaar en eetbaar te houden, was stokvis bij de Vikingen populair. Ook andere zeevaarders namen de stokvis over. Op Nederlandse schepen was stokvis tot en met de 19e eeuw een bekend gerecht. Veel stokvis uit het noorden van Noorwegen werd in de Noorse stad Bergen gesorteerd op kwaliteitsklasse en opgeslagen in vispakhuizen voordat het verhandeld werd naar andere streken. In die stad is in een voormalig vispakhuis het Norges Fiskerimuseum gevestigd, dat hierover meer informatie geeft. Stokvis was het eerste exportproduct van Noorwegen en tegenwoordig exporteert Noorwegen nog steeds veel stokvis.
In de jaren dertig werd in Nederland reclame voor stokvis gemaakt door het 'Propagandabureau voor stokvisch'. Een van de leuzen was: Wij weten dat er veel menschen zijn die denken dat zij niet van stokvisch houden, omdat het zoo ruikt, maar stokvisch ruikt niet erger dan bijvoorbeeld artikelen als kool en bakvisch en van deze artikelen houdt u wel.

## Bekendheid
Stokvis was lange tijd typisch volksvoedsel. Het was goedkoop en met bijna 40% eiwitten erg voedzaam. Traditioneel werd het in heel Europa gegeten in de winter. In Scandinavië, Duitsland en vooral Portugal, waar bacalhau welhaast een nationaal gerecht is, is stokvis nog steeds een bekend voedingsmiddel. Stokvis is ook bekend in landen rond de Middellandse Zee en in Afrika. Op de Antillen is de gedroogde vis uit Noord-Europa bekend onder de naam bakkeljauw. In België en Nederland is het anno 2017 typisch een gerecht voor liefhebbers.
Stokvis werd door hulporganisaties ingezet tijdens de opstand van Biafra en de daaruit voortkomende hongersnood. Daarna bleef de vis in dit landsdeel van Nigeria een geliefd voedsel.

## Trivia
- In het Noorse plaatsje Å was vroeger een bloeiende stokvisverwerkingsindustrie, nu bevindt zich er het 'Lofoten Stokvismuseum' (Noors: Lofoten Tørrfiskmuseum).
- Het graatje in de stokvis, die de hoofdpersoon uit het Nederlandse kinderliedje Advokaatje ging op reis bij het ontbijt geserveerd krijgt, wordt het advocaatje uiteindelijk fataal.[2]
- Deventer wordt, vanwege de vroegere betrokkenheid bij de stokvishandel, ook wel Stokvisgat genoemd.